# Faktor aktivující destičky
Faktor aktivující destičky, známý také jako PAF nebo AGEPC (acetyl-glyceryl-ether-fosforylcholin), je silný fosfolipidový aktivátor a mediátor mnoha leukocytárních funkcí, destičkové agregace a degranulace, zánětu a anafylaxe. Ovlivňuje permeabilitu cév, oxidativní stres, chemotaxi leukocytů a metabolismus kyseliny arachidonové.
PAF je produkován velkou škálou buněk, zejména buněk zapojených v obraně organismu – krevními destičkami, buňkami endotelu, neutrofily, monocyty, bazofily a makrofágy. Těmito buňkami je v malém množství kontinuálně produkován, množství je regulováno aktivitou enzymu acetylhydrolásy. K tvorbě většího množství PAF dochází po specifické stimulaci zánětlivých buněk. 

## Historie
Faktor byl objeven francouzským imunologem Jacquem Benvenistem na počátku 70. let 20. století  jako první známý fosfolipid plnící signální funkci. Jacques Benveniste významně přispěl k popisu a charakterizaci PAF a jeho roli v zánětlivé odpovědi. Při experimentech s využitím laboratorních krys a myší objevil, že ionofor A23187 (mobilní iontový přenašeč umožňující průchod Mn2+, Ca2+ a Mg2+ skrz buněčnou membránu, vykazující antibiotické vlastnosti vůči bakteriím a plísním) je příčinou uvolnění PAF. Navazující výzkumy prokázaly produkci PAF makrofágy a tím jejich úlohu v agregaci a degranulaci trombocytů.
Další studie PAF provedl Constantinos A. Demopoulos v roce 1979. Objasnil roli PAF v rozvoji kardiálních onemocnění a mrtvic. Výsledky práce totiž dokazovaly, že ateroskleróza může být navozena faktorem aktivujícím destičky.  Demopoulos rovněž určil chemickou strukturu sloučeniny. 

## Evoluce
Během evoluce se regulační funkce rozšiřovala a vyvíjela. Produkci PAF můžeme nalézt u prvoků, kvasinek, rostlin, bakterií a savců. Nejstarší důkaz PAF zastávajícího regulační roli byl nalezen u prvoků.
Faktor syntetizovaný druhem Penicillium chrysogenum vykazuje inhibici růstu mnoha vláknitých hub. Jeho antifungální účinky jsou zprostředkovány narušením hospodaření s Ca 2+ v buňce.
PAF také vyvolává hyperpolarizaci plasmatické membrány a aktivaci iontových kanálů, následovanou nárůstem kyslíkových radikálů v buňce a indukcí apoptózy.
U rostlin nebyla jeho funkce dosud objasněna.

## Funkce
PAF slouží k přenosu signálu mezi sousedícími buňkami nebo může vstupovat do krevní cirkulace a působit endokrinně, podobně jako hormony, cytokiny nebo jiné signální molekuly. Signální systém PAF je schopen spustit zánětlivé a koagulační kaskády, zesiluje účinek jiných mediátorů na tyto procesy a zprostředkovává molekulární a buněčnou interakci mezi zánětem a koagulací. Neregulované signály PAF mohou způsobit patologický zánět a podílet se na rozvoji sepse a šoku. Některé toxiny (například fragmenty zničených bakterií) totiž spouštějí syntézu PAF. Následuje pokles krevního tlaku a objemu krve vypuzované srdečními komorami, což vyústí v šok, případně i smrt
PAF iniciuje zánětlivou odpověď v alergických reakcích. To bylo demonstrováno na lidské kůži nebo tlapkách a kůži laboratorních králíků a hlodavců. Zánětlivá odpověď je umocněna současným podáním vasodilatancií - prostaglandinu E1 a E2, a inhibována vasokonstrikcí.
PAF vyvolává apoptózu způsobem nezávislým na PAF receptoru. Enzym PAF acetylhydrolása (PAF-AH) nejen že PAF katabolizuje, ale navíc poskytuje negativní zpětnou vazbu pro zmíněnou apoptotickou dráhu, čímž ji inhibuje.
Způsobuje agregaci destiček a dilataci krevních cév, proto je důležitý pro proces hemostázy. Je to velmi významný mediátor bronchokonstrikce. Při koncentraci 10−12 mol/l způsobuje PAF život ohrožující zánět dýchacích cest indukovaných se symptomy podobnými astmatu.

## Struktura
V roce 1979 byla identifikována struktura faktoru aktivujícího destičky jako 1‑O‑alkyl-2-acetyl-sn-glycero-3-fosfocholin.
- Na C1 uhlík glycerolu je etherovou vazbou napojena alkylová skupina o 16 uhlících. Byly však identifikovány varianty PAF s rozdílnou délkou alkylového řetězce.
- Acylová skupina na uhlíku C2 je acetát. Jeho krátká molekula zvyšuje rozpustnost PAF ve vodě (oproti mastné kyselině u jiných fosfolipidů), a tím umožňuje jeho funkci solubilního signálního přenašeče.
- K C3 uhlíku glycerolu se váže fosfocholinová skupina.

Studie prokázaly, že PAF nemůže být modifikován bez ztráty jeho biologické aktivity. I malé změny ve struktuře PAF mohou změnit jeho signální schopnosti. Výzkum vedl k pochopení, že odpověď destiček a krevního tlaku je závislá na sn-2 propionyl analogu.  Kdyby byl sn-1 odebrán, pak by PAF ztratil jakoukoli biologickou aktivitu. V experimentech s pozicí sn-3 v PAF byly sekvenčně odebírány methylové skupiny. Čím více methylových skupin bylo odebráno, tím více byla biologická aktivita snížena, až byl PAF nakonec zcela neaktivní.

## Biochemie

### Biosyntéza
PAF je produkován stimulací bazofilů, monocytů, neutrofilů, destiček a endoteliálních buněk primárně skrze remodelaci lipidů. Jeho syntézu mohou zahájit různorodé podněty.
Existují dvě různé cesty, ve kterých může být PAF syntetizován: de novo a remodelace. De novo cesta je používána k udržování úrovně PAF během normálních buněčných funkcí. Cesta remodelace je aktivována zánětlivými agens a je také považována za primární zdroj PAF za patologických podmínek.
Syntéza de novo začíná u 1-O-alkyl-2-acetyl-sn-glycerolu (AAG), na jehož pozici sn-1 je připojen 1-O-hexadecyl a na sn-3 fosfatidylcholin.
Prekurzorem pro remodelaci bývá většinou fosfolipid, typicky fosfatidylcholin. Pomocí fosfolipásy A2 je fosfatidylcholinu odebrána mastná kyselina z pozice sn-2, čímž vzniká lysofosfatidylcholin (LPC). Následně je pomocí LPC acetyltransferasy (LPCAT) přidána acetylová skupina a dokončena syntéza PAF.

### Regulace
Koncentrace PAF je kontrolována ovlivněním syntézy a aktivitou PAF acetylhydrolázy (PAF-AH). PAF-AH je rodina enzymů, které mají schopnost katabolizovat a degradovat PAF a proměnit ho v neaktivní sloučeninu. Do této rodiny enzymů patří lipoprotein asociovaná fosfolipáza A2, acetylhydroláza 2 cytoplazmatického PAF a PAF acetylhydroláza 1b.
Produkce PAF je regulována taktéž ionty. Vápník hraje velkou roli v inhibici enzymů, které syntetizují PAF v de novo.
Enzymy, které jsou asociovány s produkcí PAF, jsou déle kontrolovány železitými ionty, sloučeninami síry, mastnými kyselinami, pH, fosforylací nebo defosforylací. Avšak mechanismy regulace PAF nebyly zatím plně pochopeny.

## Fakmakologie

### Inhibitory
Účelem antagonistů PAF je utlumit jeho efekt blokací molekuly PAF, jeho enzymu nebo signálních drah. Například:
- CV-3988 - antagonista PAF blokující signály po navázání PAF na PAF receptor
- SM-12502 [12]
- Rupatadine - antihistaminikum a antagonista PAF užívaný s léčbě alergií
- Apafant[13]
- Lexipafant (Zacutex) - léčba pankreatitidy
- Modipafant
- Úplný seznam zde: PMID 9395010

### Klinický význam
Vysoké hladiny PAF jsou asociovány s mnoha zdravotními problémy. Zde jsou některé z nich:
- Alergické reakce
- Mrtvice
- Infarkt myokardu

- Záněty tlustého střeva
- Roztroušená skleróza

Efekty PAF na imunitní odpověď a kardiovaskulární onemocnění byly již dříve osvětleny, PAF je stále žhavým tématem diskuzí, výzkumů a prací.

### Anti-PAF léky
Anti-PAF léky jsou v současné době testovány pro rehabilitaci po srdečních onemocněních. Blokují receptor typu 1 pro angiotensin II, čímž snižují riziko fibrilace síní u pacientů s paroxysmální fibrilací. Také jsou užívány v léčbě alergií.